# علي قاسم (لاعب كرة قدم)
علي قاسم (5 مارس 1996 بالعراق - ) هو لاعب كرة قدم عراقي في مركز الوسط. شارك مع منتخب العراق تحت 17 سنة لكرة القدم. أما مع النوادي، فقد لعب مع نادي الميناء. يلعب حاليًا مع نادي نفط ميسان.

## وصلات خارجية
- علي قاسم (لاعب كرة قدم) على موقع الاتحاد الدولي (مؤرشف)  (الإنجليزية)
- علي قاسم (لاعب كرة قدم) على موقع قاعدة بيانات كرة القدم.إي يو (الإنجليزية)
- علي قاسم (لاعب كرة قدم) على موقع كووورة